# Anne Léopoldine Gutmann
Pour les articles homonymes, voir Gutmann.
Anne Léopoldine Gutmann (née le 28 mai 1898 à Graz en Autriche et morte à Paris le 5 décembre 1981,), aussi connue sous son nom matrimonial Anny Levy, ou bien Anny Latour, son nom de plume et son pseudonyme dans la Résistance, est une résistante, historienne, écrivaine et journaliste.
Elle est surtout connue pour son Histoire de la résistance juive en France qui rassemble de nombreux témoignages d'expériences vécues durant la Seconde Guerre mondiale.

## Biographie

### Famille
Née de parents autrichiens juifs, Léopold Gutmann et Adèle Pollitzer, Anne Gutmann épouse en première noce l'historien et homme politique allemand Arthur Rosenberg en 1915, dont elle a un fils, Jean. Après son installation en France vers 1930, elle épouse en seconde noce Arsène Albert Paul Lévy (1891-1976) en 1931.
Elle est docteur en philosophie.

### Résistance
Elle est active sous le pseudonyme Anny Latour dans la Résistance française de décembre 1942 à la Libération au sein de la La Sixième, la structure parallèle et clandestine des Éclaireurs israélites de France (EIF) : d'abord à Toulouse avec l'Armée juive, puis à Lyon où elle participe au service des faux papiers, puis à Condom-en-Armagnac dans le Gers où elle se spécialise dans le placement d'enfants juifs dans des familles avec l'aide du révérend père Braun du couvent des pères jésuites ; ils réussissent à placer et à sauver plus de 600 personnes.
Après la guerre, elle évoque sa propre expérience, dans La Résistance juive en France, ouvrage fondateur,, publication clé en historiographie devenue un ouvrage de référence qui documente l’organisation, les actions et le courage de résistants juifs en France, souvent restés dans l’ombre de l’histoire officielle,. Son livre inclut une cinquantaine de témoignages, qui par la suite serviront de référence à de nombreux autres ouvrages,,,. Il inclut aussi l'éloge des prêtres et des pasteurs qui ont aidé :

« Prêtres catholiques et pasteurs protestants, nous les rencontrerons tout au long de mon livre ; prêtant leur concours à la Résistance juive, ils lutteront à ses côtés, connaîtront les affres de la prison et de la déportation, exerçant jusqu’au bout de la nuit leur sacerdoce. »

## Décoration
- Croix du combattant volontaire de la Résistance (1959)[2].

## Publications
- Anny Latour, La Résistance juive en France : 1940-1944, Paris, Stock, 1970, 301 p. (présentation en ligne).
  - Anny Latour, The Jewish Resistance in France (1940-1944), traduit en anglais par Irène Ilton, New York: Holocaust Library, 1981.
- Anne Latour, La résurrection d'Israël, Paris, Julliard, 1963 (présentation en ligne).
- Anne Latour, Les Borgia, Paris, Julliard, 1962 (présentation en ligne).
- Anne Latour et Jean-Claude Ibert, Reines sans couronnes, Paris, Hachette, 1967 (présentation en ligne).